# كيباريسيا
كيباريسيا (Κυπαρισσία) هي مدينة في ميسينيا في مقاطعة كينتريكي إلادا في اليونان.